# 马恩省公路网

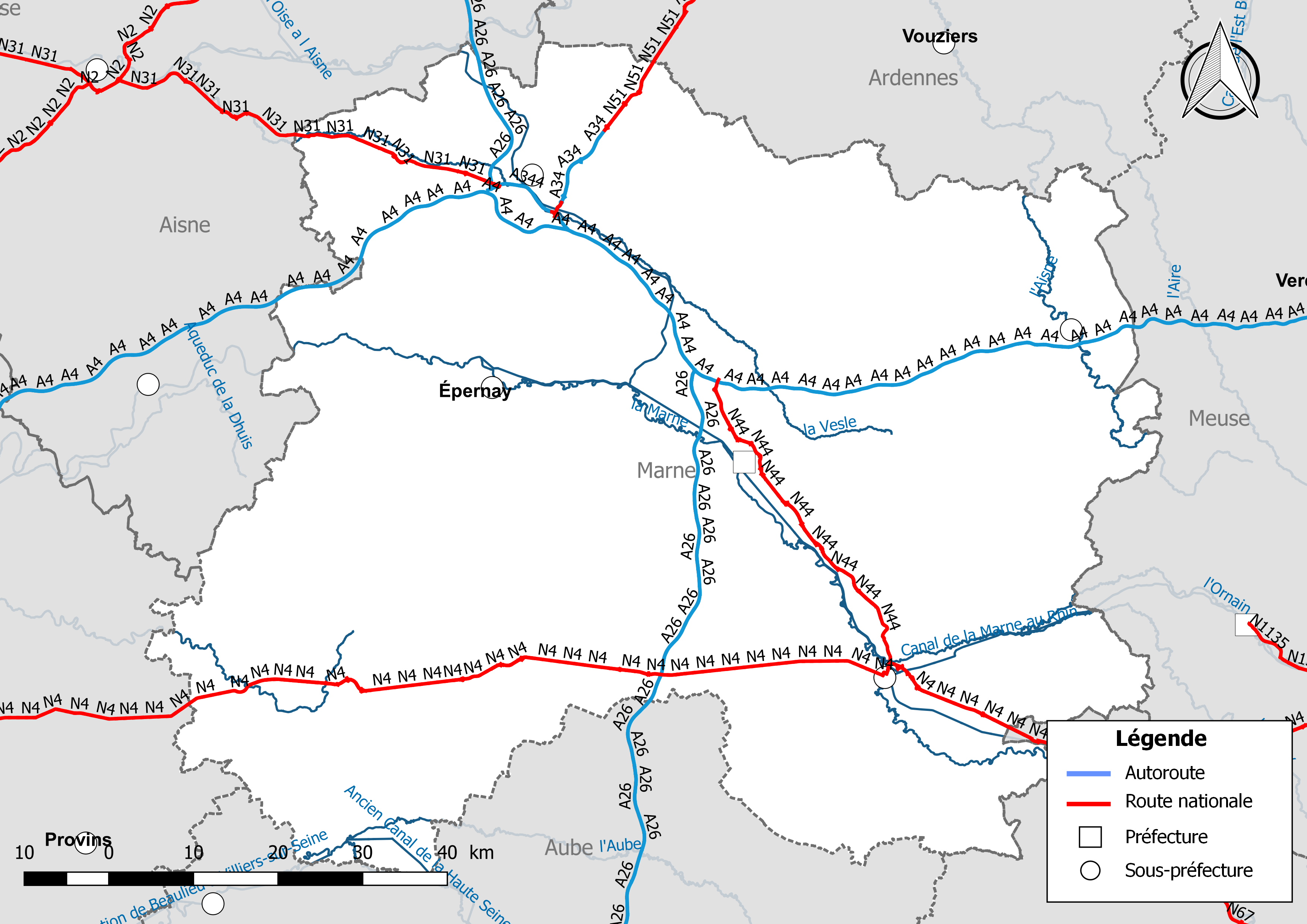
马恩省公路网

马恩省公路网是法国马恩省境内公路设施的统称。截止2020年4月，马恩省境内共有高速公路198公里，国道195公里，省道4176公里以及其它公路5786公里。

## 历史
马恩省的第一条公路出现于18世纪末，最初仅供马车行驶，工业革命后开始出现机动车辆。1930年，马恩省境内的公路系统进行了统一编号。1972年和2006年，法国的国道系统两次大规模拆分，其中马恩省境内的法国国道N51线、N80线等均改为省道，并重新编号。
|          | 2002  | 2003  | 2004  | 2005  | 2006  | 2007  | 2008  | 2009  | 2010  | 2011  | 2012  | 2013  | 2014  | 2015  | 2016  | 2017  |
| -------- | ----- | ----- | ----- | ----- | ----- | ----- | ----- | ----- | ----- | ----- | ----- | ----- | ----- | ----- | ----- | ----- |
| 高速公路 | 185   | 185   | 186   | 185   | 185   | 186   | 186   | 186   | 199   | 199   | 199   | 198   | 198   | 198   | 198   | 198   |
| 国道     | 384   | 385   | 385   | 195   | 200   | 195   | 195   | 195   | 195   | 195   | 195   | 195   | 195   | 195   | 195   | 195   |
| 省道     | 3984  | 3995  | 3995  | 3996  | 4187  | 4176  | 4186  | 4186  | 4167  | 4196  | 4198  | 4190  | 4189  | 4191  | 4182  | 4176  |
| 其它道路 | 5568  | 5580  | 5620  | 5646  | 5677  | 5724  | 5724  | 5761  | 5791  | 5791  | 5803  | 5810  | 5810  | 5778  | 5787  | 5786  |
| 总计     | 10121 | 10145 | 10186 | 10022 | 10249 | 10281 | 10291 | 10328 | 10352 | 10381 | 10395 | 10393 | 10392 | 10362 | 10362 | 10355 |

## 路网

### 高速公路
- 法国A4号高速公路（马恩省境内累计全长约115公里，共设有4个出入口和4个互通式立交桥）
- 法国A26号高速公路（马恩省境内累计全长约60公里，共设有4个出入口和5个互通式立交桥）
- 法国A34号高速公路（马恩省境内全长约10公里，共设有6个出入口和2个互通式立交桥）
- 法国A344号高速公路（马恩省境内全长约10公里，共设有3个出入口和4个互通式立交桥）

### 国道
- 法国国道N4线（法语：Route nationale 4 (France)），马恩省境内全长约104公里。
- 法国国道N31线（法语：Route nationale 31），马恩省境内全长约25公里。
- 法国国道N44线（法语：Route nationale 44），马恩省境内全长约40公里。
- 法国国道N51线（法语：Route nationale 51），马恩省境内全长约29公里。

### 省道
| 马恩省省道列表 |             |                       | |                         |
| 编号           | 长度 （km） | 起点 连接线           | 主要途径市镇（斜体字表示该道路距离该市镇政府所在地最近距离超过1公里） | 终点 连接线             |
| D2             | 39.4        | 香槟沙隆 D3           | 香槟沙隆 ↔ 尚佩尔特里 ↔ 科吕 ↔ 科勒河畔埃屈里 ↔ 索尼欧穆兰 ↔ 马恩河畔迈里 ↔ 托尼欧伯夫 ↔ 维特里城 ↔ 舍普草原镇 ↔ 圣马丁欧尚 ↔ 松日 ↔ 普兰日 ↔ 德鲁伊 ↔ 马恩河畔卢瓦西 ↔ 布拉西 ↔ 格拉讷 ↔ 于龙 ↔ 库尔德芒日 ↔ 沙泰尔鲁-圣卢旺 ↔ 莱里维耶尔昂吕埃勒 | 莱里维耶尔昂吕埃勒 D396 |
| D3             | 114         | （埃纳省） D1003      | 库尔蒂耶济 ↔ 多尔芒 ↔ 特鲁瓦西 ↔ 马勒伊港 ↔ 厄伊 ↔ 布尔索 ↔ 达梅里/沃谢讷 ↔ 马尔德伊 ↔ 埃佩尔奈 ↔ 舒伊 ↔ 瓦里 ↔ 普利沃 ↔ 阿蒂斯 ↔ 谢尔维尔 ↔ 雅隆 ↔ 马恩河畔欧奈 ↔ 马图格 ↔ 圣日布里安 ↔ 法尼耶尔 ↔ 香槟沙隆 ↔ 圣梅米 ↔ 莱皮讷 ↔ 库尔蒂索勒 ↔ 索姆-韦勒 ↔ 蒂卢瓦-贝莱 ↔ 欧沃 ↔ 欧沃河畔圣梅达尔 ↔ 拉沙佩勒菲尔库尔 ↔ 日佐库尔 ↔ 瓦尔密 ↔ 多马丁-当皮埃尔 ↔ 绍德枫丹 ↔ 圣默努         | （默兹省） D603         |
| D9             | 86.6        | 兰斯 尚特赖讷街       | 兰斯 ↔ 科尔蒙特勒伊 ↔ 三井 ↔ 泰西/蒙布雷 ↔ 吕德 ↔ 利夫尔谷 ↔ 阿伊河畔枫丹 ↔ 阿沃奈金谷 ↔ 阿伊河畔马勒伊 ↔ 瓦里 ↔ 阿维兹 ↔ 布朗科托 ↔ 奥热附近勒梅尼勒 ↔ 韦尔蒂附近贝尔热尔 ↔ 马赖谷/皮埃尔莫兰 ↔ 费尔尚珀努瓦斯 ↔ 科鲁瓦 ↔ 昂格吕泽勒和库尔塞勒 ↔ 弗弗雷奈 ↔ 库尔斯曼 ↔ 圣萨蒂南 ↔ 武阿尔斯                                                                                          | 武阿尔斯 D51            |
| D13            | 26.7        | 弗里尼库尔 D396       | 弗里尼库尔 ↔ 马恩河畔比尼库尔 ↔ 诺鲁瓦 ↔ 马恩河畔克鲁瓦 ↔ 蒙塞拉拜 ↔ 马恩河畔伊勒 ↔ 拉尔济库尔 ↔ 阿里尼 ↔ 布埃河畔沙蒂永 ↔ 日福蒙-尚波贝尔 | （上马恩省） D12        |
| D14            | 22.4        | 维特里昂佩尔图瓦 D982 | 维特里昂佩尔图瓦 ↔ 梅尔洛 ↔ 欧特尔蓬 ↔ 蓬蒂永 ↔ 埃尔茨莱韦克 ↔ 瑞斯库尔-米讷库尔 ↔ 埃尔茨勒莫吕 ↔ 维利耶勒塞克 ↔ 阿利扬塞勒 ↔ 贝唐库尔拉隆格 | （默兹省） D64          |
| D20            | 50.1        | 欧梅南库尔 D966       | 欧梅南库尔 ↔ 叙普河畔圣艾蒂安 ↔ 叙普河畔布 ↔ 巴藏库尔 ↔ 叙普河畔伊勒 ↔ 瓦尔梅里维尔 ↔ 厄特雷日维尔 ↔ 圣马姆 ↔ 塞勒 ↔ 蓬法韦尔热-莫龙维利耶 ↔ 贝特尼维尔 ↔ 小圣伊莱尔 ↔ 圣马丁勒勒 ↔ 栋特里安 ↔ 皮河畔圣苏普莱 ↔ 皮河畔圣玛丽 ↔ 索姆皮-塔于尔 | （阿登省） D6           |
| D63            | 47          | （阿登省） D21        | 比纳尔维尔 ↔ 塞尔翁-梅尔济库尔 ↔ 维埃纳堡 ↔ 维埃纳城 ↔ 穆瓦尔蒙 ↔ 绍德枫丹 ↔ 圣默努 ↔ 韦里耶尔 ↔ 沙特里斯 ↔ 阿戈讷地区维莱尔 ↔ 阿戈讷地区帕萨旺 ↔ 勒舍曼 ↔ 莱沙尔蒙图瓦 ↔ 阿戈讷地区贝尔瓦勒 | （默兹省） D27          |
| D386           | 39.5        | 菲姆 乔治·唐热尔街口  | 菲姆 ↔ 圣日耶 ↔ 库尔维尔 ↔ 克吕尼 ↔ 塞尔济和普兰 ↔ 阿德尔河畔萨维尼 ↔ 法韦罗勒和科埃米 ↔ 特拉默里 ↔ 普瓦伊 ↔ 萨尔西 ↔ 布利尼 ↔ 绍米济 ↔ 马尔福 ↔ 普尔西 ↔ 楠特伊森林镇 ↔ 欧维莱尔 ↔ 迪济 | 迪济 布里克特里         |
| D396           | 24.6        | 马罗勒 N4             | 马罗勒 ↔ 维特里勒弗朗索瓦 ↔ 弗里尼库尔 ↔ 阿尔济耶下方布莱斯 ↔ 莱里维耶尔昂吕埃勒 ↔ 阿尔济耶-讷维尔 ↔ 圣谢龙 ↔ 日尼-比西 ↔ 布朗东维利耶 ↔ 马尔日里-昂库尔 | （奥布省） D396         |
| D931           | 54          | 普吕奈 D944           | 普吕奈 ↔ 韦勒谷 ↔ 普罗讷 ↔ 巴科讷/欧布里沃 ↔ 大圣伊莱尔 ↔ 叙普河畔容谢里 ↔ 叙普 ↔ 索姆叙普 ↔ 索姆图尔布 ↔ 索姆比约讷 ↔ 昂 ↔ 瓦尔密 | 瓦尔密 D3               |
| D933           | 64.4        | （埃纳省） D933       | 蒙米赖伊 ↔ 沃尚 ↔ 让维利耶 ↔ 弗罗芒蒂耶尔 ↔ 巴伊 ↔ 尚波贝尔 ↔ 孔日 ↔ 费尔布里扬日 ↔ 埃托日 ↔ 博奈 ↔ 布里地区卢瓦西 ↔ 韦尔土伦/埃特雷希/马赖谷 ↔ 韦尔蒂附近贝尔热尔 ↔ 布朗科托 ↔ 新城-雷讷维尔-舍维尼 ↔ 尚特里-比耶尔日 ↔ 武济 ↔ 波康西 ↔ 蒂比 ↔ 圣皮埃尔 ↔ 维莱尔堡 ↔ 法尼耶尔/香槟沙隆                                                                                              | 香槟沙隆 D3             |
| D944           | 52.3        | （埃纳省） D1044      | 科尔米西 ↔ 埃尔蒙维尔附近科鲁瓦 ↔ 埃尔蒙维尔/卢瓦夫尔/维莱尔弗朗克 ↔ 蒂勒/库尔西/圣蒂耶里 ↔ 兰斯 ↔ 圣莱奥纳尔 ↔ 皮西厄勒 ↔ 普吕奈/锡勒里 ↔ 韦勒河畔博蒙 ↔ 韦勒河谷 ↔ 莱珀蒂洛日 ↔ 塞特索 ↔ 大比伊/利夫里-卢韦尔西/沃德芒日 ↔ 莱格朗德洛日 ↔ 拉沃沃 | 拉沃沃 N44              |
| D951           | 88          | 兰斯 N51              | 兰斯 ↔ 维莱尔欧诺 ↔ 尚弗勒里 ↔ 维莱尔阿莱朗 ↔ 塞尔米耶 ↔ 圣伊莫日 ↔ 尚皮永/欧维莱尔/迪济 ↔ 埃佩尔奈 ↔ 皮耶里 ↔ 穆西 ↔ 维奈 ↔ 布吕尼-沃当库尔 ↔ 莫朗日斯 ↔ 蒙莫尔-吕西 ↔ 拉科尔 ↔ 尚波韦尔 ↔ 巴伊 ↔ 塔吕-圣普里 ↔ 维勒沃纳尔 ↔ 瓦 ↔ 苏瓦济欧布瓦 ↔ 沙勒维尔新城 ↔ 塞扎讷 ↔ 旺代 ↔ 索杜瓦 ↔ 巴尔博讷-法耶勒 ↔ 但尼-尼西枫丹 ↔ 尚特梅尔勒 ↔ 贝通 ↔ 蒙日诺                               | （奥布省） D951         |
| D966           | 15.2        | 兰斯 D944             | 兰斯 ↔ 库尔西 ↔ 布里蒙 ↔ 欧梅南库尔 | （埃纳省） D966         |
| D977           | 74.9        | （阿登省） D977       | 索姆皮-塔于尔 ↔ 皮河畔圣玛丽 ↔ 苏安-佩尔特莱叙尔吕 ↔ 叙普 ↔ 拉舍普/屈佩尔利 ↔ 圣艾蒂安欧唐普勒 ↔ 莱皮讷 ↔ 香槟沙隆 ↔ 法尼耶尔 ↔ 孔佩尔特里 ↔ 科吕 ↔ 科勒河畔埃屈里 ↔ 科勒河畔尼斯蒙 ↔ 科勒河畔布勒韦里/苏德龙 ↔ 瓦特里 ↔ 比西-莱特雷 ↔ 欧西蒙 ↔ 索姆苏 | （奥布省） D677         |
| D982           | 73.6        | 维特里勒弗朗索瓦 N4   | 维特里勒弗朗索瓦 ↔ 维特里昂佩尔图瓦 ↔ 梅尔洛 ↔ 尚日 ↔ 巴叙埃 ↔ 大瓦夫赖 ↔ 小瓦夫赖 ↔ 维耶尔谷 ↔ 瓦诺莱达姆 ↔ 波塞斯附近圣让 ↔ 波塞斯 ↔ 圣马尔叙勒蒙 ↔ 阿戈讷地区日夫里 ↔ 拉讷维尔欧布瓦 ↔ 旧当皮埃尔 ↔ 锡夫里-昂特 ↔ 沙特里斯 ↔ 布罗-圣雷米 ↔ 埃利斯-多库尔 ↔ 韦里耶尔/阿尔热尔 ↔ 圣默努 ↔ 绍德枫丹 ↔ 桥新城 ↔ 库尔泰蒙 ↔ 贝尔济约 ↔ 维尔日尼/马尔米 ↔ 图尔布城 ↔ 多尔穆瓦地区塞尔奈 | （阿登省） D982         |
| 1. 2.          |             |                       | |                         |